# Copa Ricardo Aldao

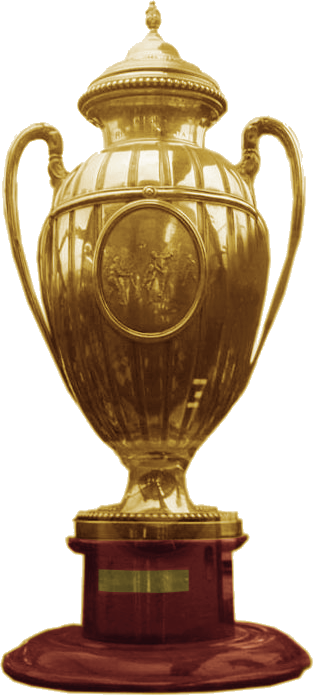
Trofeo

La Copa Ricardo Aldao, chiamata anche Campionato Rioplatense o Copa Río de la Plata è stata una competizione internazionale di calcio riservata alle squadre campioni di Argentina e Uruguay tra il 1913 e il 1957. Fino al 1945 – a eccezione del 1941 – veniva disputata su gara unica.

## Storia
La Copa Aldao prese il nome dal suo donatore, Ricardo C. Aldao, presidente della Federazione Argentina di calcio dal 1912 al 1914 e poi dell'Asociación del Fútbol Argentino dal 1918 al 1919. La prima edizione fu giocata nel 1913 e rimase senza un vincitore: infatti la partita tra gli argentini del Kimberley e gli uruguaiani del Central venne sospesa poco dopo la metà del primo tempo sullo 0-0 a causa della pioggia. L'ultima edizione si svolse nel 1957.
A partire da questa data le squadre aventi diritto cessarono di disputarla a causa dei rispettivi calendari nazionali, ormai troppo fitti e divergenti.

## Albo d'oro
- 1916  Nacional (2-1 al Racing Club)
- 1917  Racing Club (2-2 e 2-1 al Nacional)
- 1918  Racing Club (2-1 al Peñarol)
- 1919  Nacional (3-0 al Boca Juniors)
- 1920  Nacional (2-1 al Boca Juniors)
- 1927  San Lorenzo (1-0 al Rampla Juniors)
- 1928  Peñarol (3-0 all'Huracán)
- 1936  River Plate (5-1 al Peñarol)
- 1937  River Plate (5-2 al Peñarol)
- 1938  Independiente (3-1 al Peñarol)
- 1939  Independiente (5-0 al Nacional)
- 1940 non assegnata  Nacional (2-2 col Boca Juniors)
- 1941  River Plate (6-1 e 1-1 al Nacional)
- 1942 non assegnata Nacional (4-0 al River Plate)
- 1945  River Plate (2-1 e 3-2 al Peñarol)
- 1946 non assegnata  Nacional (2-3 e 7-2 al San Lorenzo)
- 1947  River Plate (4-3 e 1-1 al Nacional)
- 1957 non assegnata River Plate (2-1 al Nacional)

## Statistiche

### Vittorie per club
- 5:  River Plate
- 3:  Nacional
- 2:  Racing Club
- 2:  Independiente
- 1:  Peñarol
- 1:  San Lorenzo

### Vittorie per nazione
- Argentina: 10
- Uruguay: 4